# Constantine Alexander Ionides
Ne pas confondre avec son père, Alexander Constantine Ionides (en) (1810-1890).

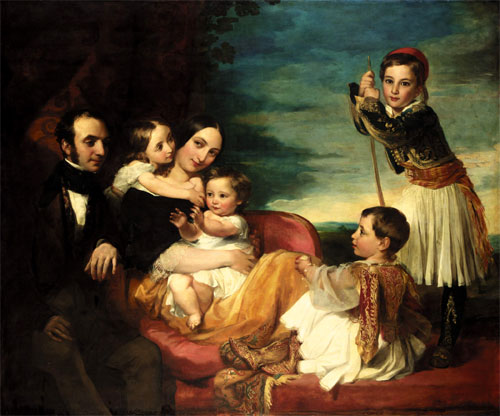
Alexander Constantine Ionides, son épouse et ses enfants, par George Frederic Watts, 1841 (Galerie Watts) - Constantine Alexander est le premier enfant à gauche, les bras autour du cou de sa mère.

Constantine Alexander Ionides, en grec moderne : Κωνσταντίνος Αλέξανδρος Ιωνίδης, né le 14 mai 1833 à Manchester et mort le 29 juin 1900 à Brighton, est un mécène et collectionneur d’art britannique, d’ascendance grecque. 

## Biographie
Il est né le 14 mai 1833 à Smedley Lane dans le quartier de Cheetham Hill à Manchester. Il est l'aîné des cinq enfants d'Alexander Constantine Ionides (en) (1810-1890), anciennement Alexandre Constantin Ipliktzis, et de son épouse, Euterpe (1816-1892).
Son père, homme d'affaires, originaire de Constantinople, arrive en Grande-Bretagne en 1827. Les frères et sœurs cadettes de Constantine Alexander sont Aglaia Coronio (1834), Luca (1837), Alexandro (1840) et Chariclea (1844). Il est surtout connu pour son legs de 82 peintures à l'huile au Victoria and Albert Museum. Il est inhumé à Hove.